# Burg Schlaining
Die Friedensburg Schlaining (ung. Szalónak vár) liegt am Stadtrand von Stadtschlaining im Burgenland und wurde 1271 erstmals urkundlich erwähnt. Erst nach und nach wandelte sich der Name ab, bevor sie 1786 offiziell unter ihrem heutigen Namen bekannt wurde.
Die Friedensburg ist nach umfassenden Renovierungsarbeiten Heimat des Friedensinstitutes und der Jubiläumsausstellung. Zum Anlass der 100-jährigen Zugehörigkeit des Burgenlandes zu Österreich wurde 2021 eine außergewöhnliche Jubiläumsschau unter dem Motto „Wir sind 100. Burgenland schreibt Geschichte“ eröffnet.

## Lage
Die Burg lag ursprünglich an einer wichtigen Verkehrsader, die in Nord-Süd-Richtung über das Bernsteiner Gebirge führte. Später kreuzten sich dort die Handelsstraßen, die von Steinamanger, Graz, Wiener Neustadt und Ödenburg durch das Gebiet führten.

## Geschichte
Die Burg Schlaining wurde 1271 als castrum Zloynuk in einer Urkunde von Ottokar Přemysl erwähnt und war zu dieser Zeit im Besitz der Güssinger Grafen. Nach der Niederlage der Güssinger gegen den ungarischen König Karl I. Robert von Anjou verlieh dieser die Burg an die Familie Kanizsay. 1397 wurde die Herrschaft von König Sigismund an Nikolaus Zarka von Pecöl und dessen Schwiegersohn Georg Tompek (Tannpeck) von Oroszvár verpfändet und 1401 Georg Tompek und dessen Bruder Johann geschenkt.
1445 eroberte Kaiser Friedrich III. die Herrschaft Schlaining und verpfändete die Burg an den Söldnerführer Andreas Baumkircher, der diese in den nächsten Jahren neben einer Reihe weiterer Grundherrschaften käuflich erwarb, sodass 1471 30 Dörfer zur Gänze oder teilweise zur Herrschaft Schlaining zählten. Die „Baumkircherfehde“ (1469–1471) gegen den Kaiser Friedrich III. endete 1471 mit der Hinrichtung Baumkirchers in Graz.
Nach mehrfachen Besitzwechseln fiel die Burg Schlaining 1471 als Geschenk an Franz Batthyány, dessen Nachfolger über 370 Jahre lang die Eigentümer blieben. Der letzte Eigentümer aus dieser Linie, Ludwig Batthyány, wurde am 17. März 1848 zum ersten ungarischen Ministerpräsidenten ernannt. Nach der Niederschlagung der Revolution 1848 wurde er vom Kriegsgericht zum Tode verurteilt. Nach seiner Hinrichtung am 6. Oktober 1849 kam sein Eigentum und damit auch die Burg in den Besitz der ungarischen Kammer.
1849 kaufte der Eisenbahnpionier Franz Schmidt die Burg, 1911 wechselte der Besitz zu Demeter Salesky, der die Burg nach dem Ersten Weltkrieg an die ungarische Hermesbank abgeben musste.
1957 erwarb der ehemalige Bundesminister Udo Illig die Burg Schlaining, dessen Bestreben es war, die mittlerweile devastierte Anlage in ihrem ursprünglichen Zustand zu erhalten bzw. wiederherzustellen. Die Idee, eine Friedensburg zu schaffen, entstand in der bewegten Zeit des Kalten Krieges. Dazu wurde im Jahr 1982 mit Unterstützung von Bundeskanzler Bruno Kreisky ein Verein gegründet, mit dessen Hilfe die Idee eines Dialoges zwischen Ost und West gefördert werden sollte. Dieser Verein wurde unter anderem durch das „Friedens-Zentrum“ auf der Friedensburg Schlaining als Ort der Begegnung, des Gesprächs und Dialogs umgesetzt.
Im Anschluss daran etablierte sich der Verein im Jahr 1983 zum Österreichischen Studienzentrum für Frieden und Konfliktlösung, kurz ÖSFK, welchem im Jahr 1987 vom Generalsekretär Perez de Cuellar auch der offizielle Titel „Botschafter des Friedens“ verliehen wurde.
Die Friedensburg ist ebenfalls ein Standort der Kultur-Betriebe Burgenland sowie ein Seminar- und Konferenzzentrum. Ebenso finden diverse Kulturveranstaltungen und Hochzeitsfeiern statt.
1992 fand dort die 2. Internationale Konferenz der Friedensmuseen statt, im Jahr 2000 wurde vom ÖSFK auf der Burg das Europäische Friedensmuseum eingerichtet. 2018 fand dort die 32. Jahrestagung der Zukunftswerkstätten mit Gästen aus Deutschland, Österreich, Spanien, Syrien und Ungarn statt: „Brücken bauen, Frieden schaffen – Gegen die Spaltung der Gesellschaft“ stand dabei als Thema im Mittelpunkt.
In den Bauteilen Schmiede und Zeughaus aus dem 15. Jahrhundert, direkt gegenüber der Burg, wurde unter Berücksichtigung des Denkmalschutzes das Konferenzhotel Burghotel Schlaining eingebaut. Sanierung und Bau von März 2020 bis zur vollständigen Eröffnung Ende März 2022 (durchwegs während der COVID-19-Pandemie) kosteten über 7 Mio. Euro. Es hat 100 Betten in 64 Zimmern.

## Übersicht
Rittersaal und Burgkapelle

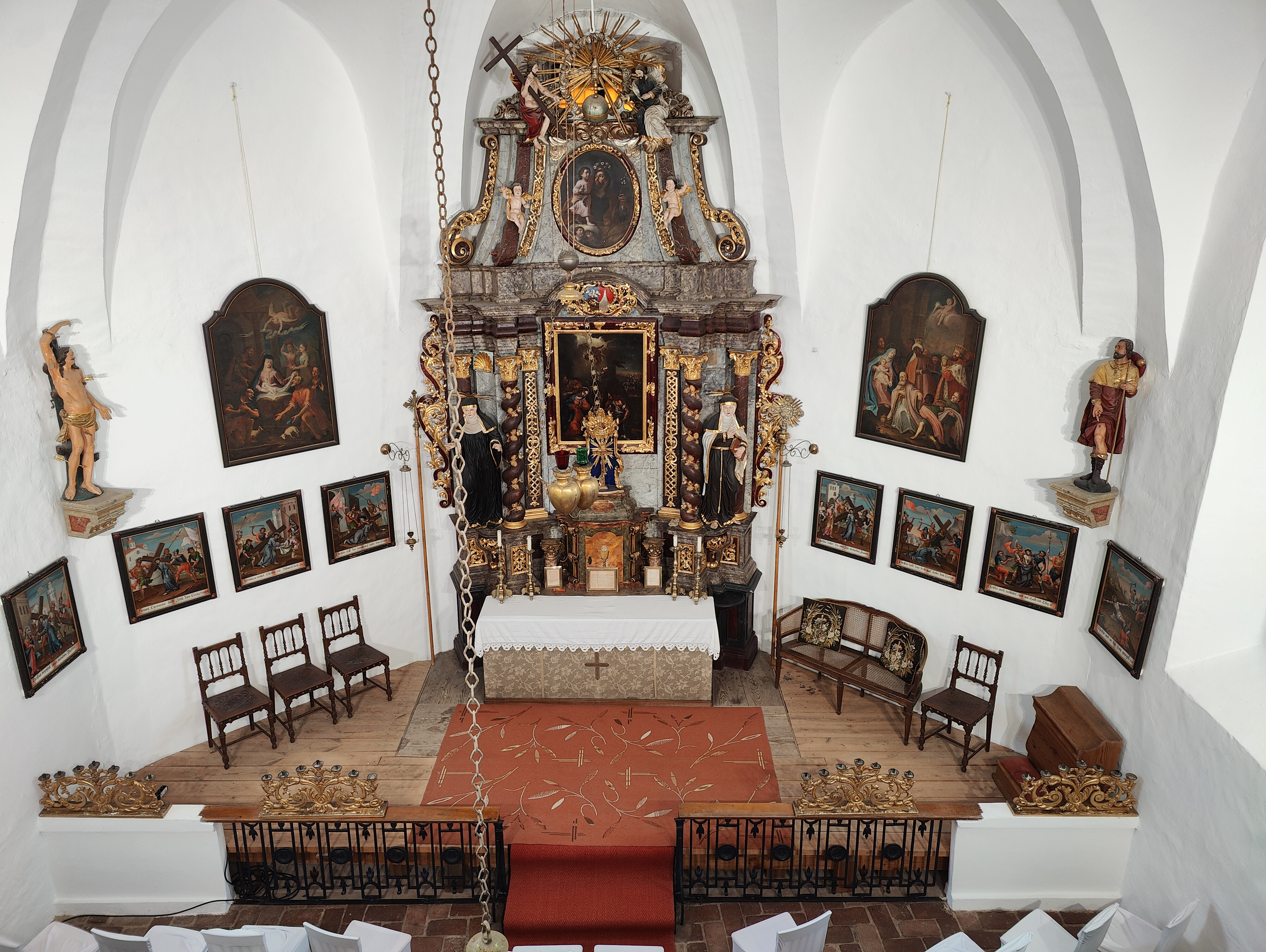
Burgkapelle

Über den Eingang zum Rittersaal, der bereits zur Zeit von Andreas Baumkirchner (15. Jh.) als Repräsentationsraum diente, befindet sich eine Dekorationsmalerei aus dem Jahr 1740. Die Freskendarstellungen, die zu den ältesten profanen Raumausschmückungen des Burgenlandes zählen, zeigen weltliche, geistliche und dekorative Schwerpunkte. In der Kapelle befindet sich eine kleine Orgel aus 1695 von Jakob Häcklinger.
Granarium
Im Granarium (auch Kornspeicher genannt) befinden sich heute das Seminarzentrum der Friedensburg mit den Seminarräumen und einem großen Veranstaltungssaal für größere Events und Tagungen.
Burggraben – der Verbotene Weg
Der Burggraben wurde in den letzten Jahren aus- und umgebaut. Vor allem der „Verbotene Weg“, welcher rund um die Burg führt, lädt dazu ein, die Burg von außen zu besichtigen. Die Burgarena selbst dient als Veranstaltungsplatz mit einer einzigartigen Bühnen- und Tribünenanlage.
Schwarzer Hof
Der Name stammt von der markanten Sgraffito-Dekoration am Treppenhaus und den Schwibbögen. Rund um den Schwarzen Hof wurde die Burganlage gebaut, er ist somit der älteste Bereich der Friedensburg. Hier befinden sich drei Zisternen der früheren Wasserversorgung.
Großer Burghof
Der Burghof wird von einem Mauerring umgeben, auf dem sich die ehemaligen Wohn- und Wirtschaftsräume befanden. Die Kanonentürme stammen aus dem 15. Jh. Am Brückenkopf zum dritten Burgtor befinden sich zwei ruhende Widder aus Sandstein aus dem 18. Jh. An der nördlichen Seitenwand befindet sich der Baumkircher Gedenkstein bzw. das sogenannte Baumkircher-Monument. Die fünf Kastanienbäume, die in einer Kronenform mitten im Burghof gepflanzt wurden, sollen an die Krönung von Kaiserin Elisabeth zur Königin von Ungarn erinnern.

## Jubiläumsausstellung

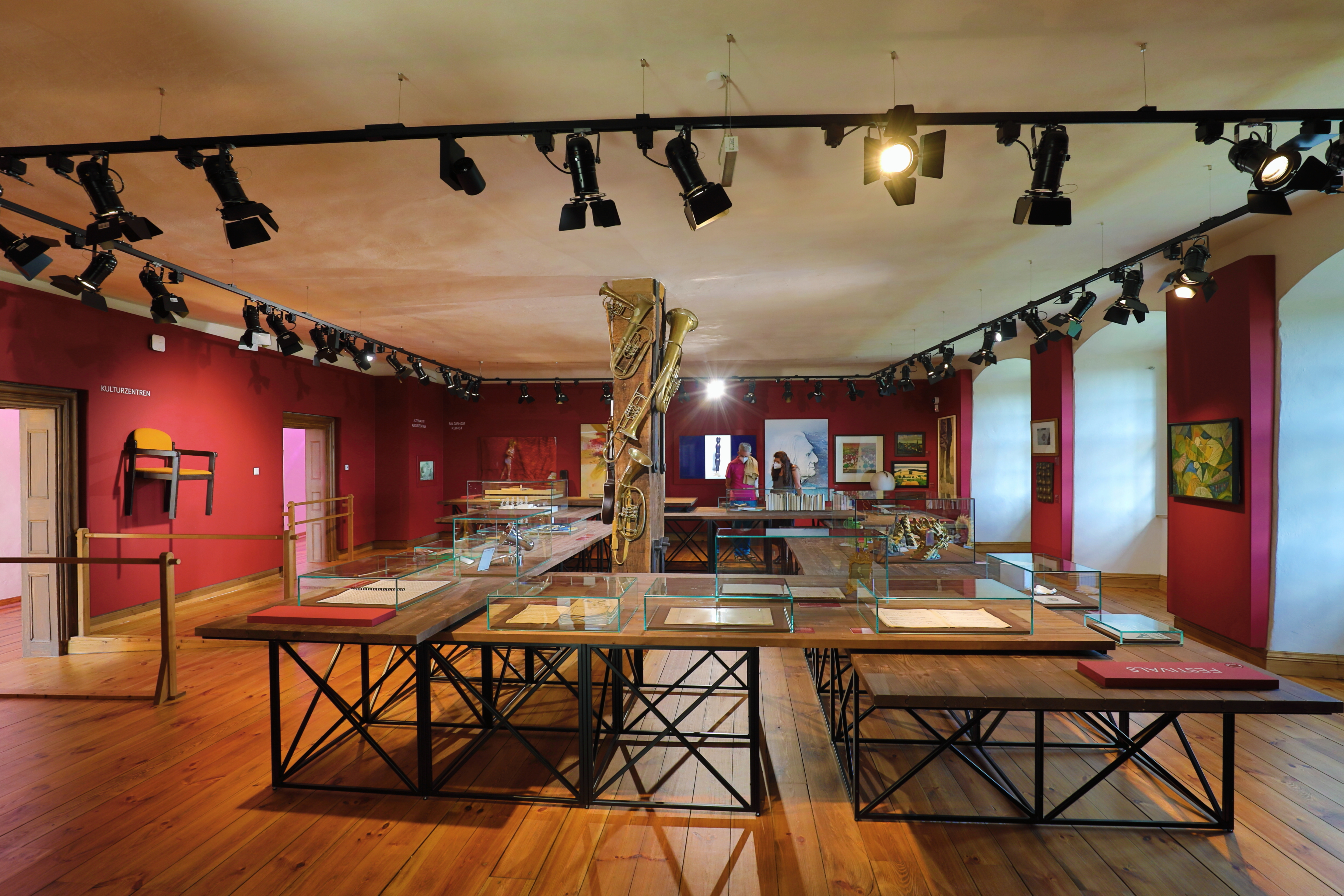
Einer der Ausstellungsräume

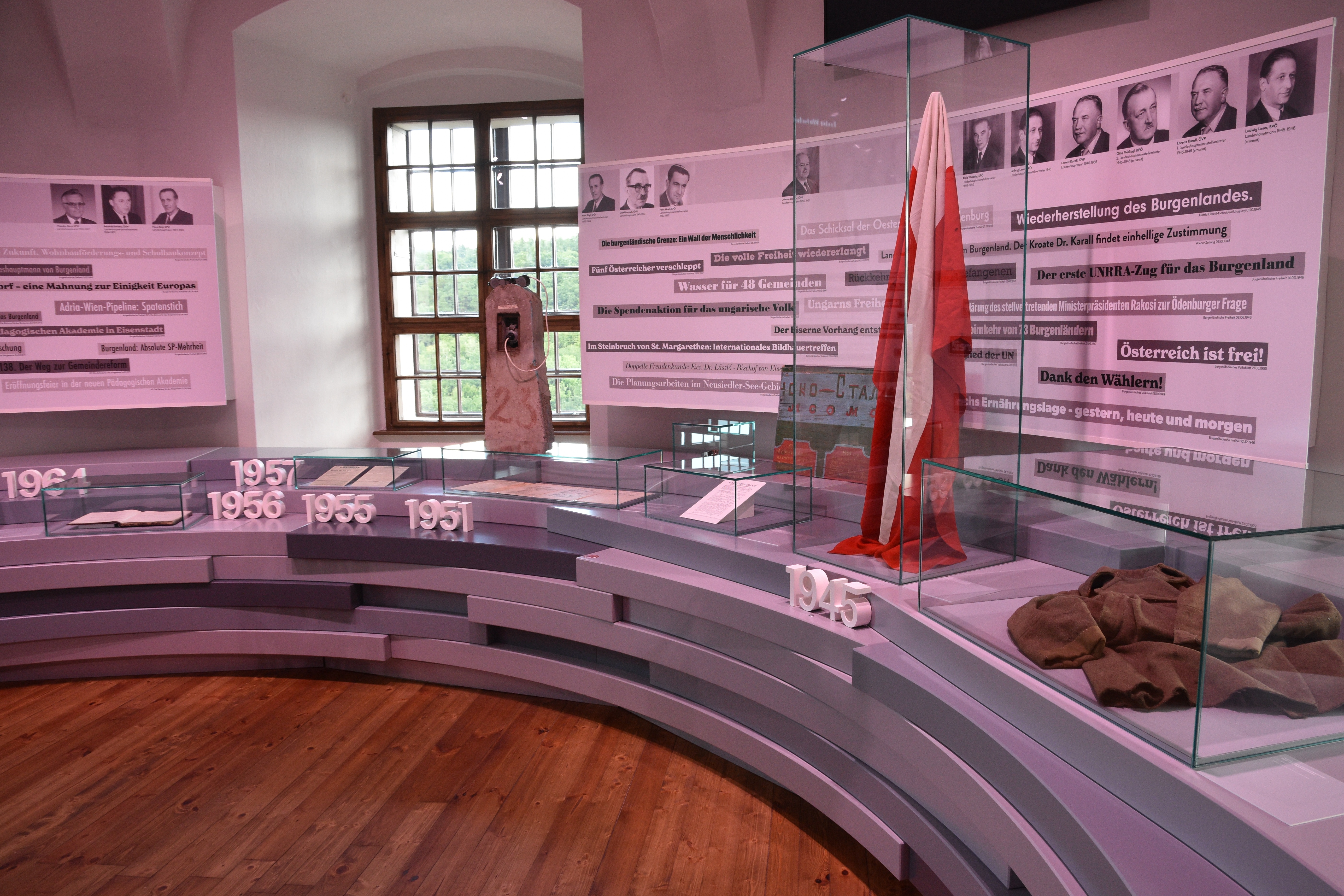
Teilansicht der Jubiläumsausstellung

Nach umfassender Sanierung ist die Friedensburg Schlaining Austragungsort der Jubiläumsausstellung „Wir sind 100. Burgenland schreibt Geschichte“, die ab 15. August geöffnet hat. 2021 feiert das Burgenland 100 Jahre Zugehörigkeit zu Österreich, ein historisches Jubiläum ganz im Zeichen des Miteinanders. Das Burgenland hat sich im vergangenen Jahrhundert von einer der ärmsten Gegenden Europas zu einer Vorzeigeregion in Österreich, aber auch innerhalb der gesamten Europäischen Union entwickelt. Wesentlich dazu beigetragen haben der starke Zusammenhalt und das positive Wir-Gefühl in der Bevölkerung.
Thematisiert wird Wissenswertes zur Entstehung des östlichsten Bundeslandes Österreichs, zur politischen Geschichte, zu Identität und Heimat, Wirtschaft und Umwelt, Auswanderung und Fluchtbewegungen sowie über die kulturelle, sprachliche und religiöse Vielfalt des Landes. In den Mittelpunkt gerückt werden auch packende Lebensgeschichten und Erinnerungen burgenländischer Persönlichkeiten oder auch interessante Fakten zu landestypischer Kulinarik und Genuss.
Die eindrucksvolle Entwicklung des Burgenlandes wird anhand der Momente gezeigt, an dem das Burgenland im Rampenlicht des Weltgeschehens stand. Etwa beim Ungarnaufstand 1956, beim Fall des Eisernen Vorhangs 1989 oder bei der Flüchtlingskrise 2015.
Kuratiert wird die Ausstellung vom renommierten Zeithistoriker Oliver Rathkolb. Für die Gestaltung der Schau zeichnet der vielseitige Kostüm- und Bühnenbildner Christoph Cremer verantwortlich.
Die Jubiläumsausstellung auf der Friedensburg Schlaining bildet das Fundament für das „Haus der Zeitgeschichte“, das voraussichtlich ab 2024 seine Pforten öffnen soll.
Sanierung der Friedensburg Schlaining
Im Jahr 2019 entschied die Burgenländische Landesregierung die Jubiläumsausstellung auf der Friedensburg Schlaining zu realisieren. Damit ging ein Beschluss zur Generalsanierung einher. In Zusammenarbeit mit dem Bundesdenkmalamt erfolgte die Sanierung der Außenfassade sowie der historischen Innenräume. Auf Barrierefreiheit und Brandschutz wird bei der Sanierung ein besonderes Augenmerk gelegt.
Bei der Sanierung stieß man nicht nur auf die originalen Holzfußböden, sondern auch auf außergewöhnliche Wandmalereien. Die Fresken, die im Turmzimmer freigelegt wurden, stammen vermutlich aus der Zeit um 1500. Dabei wurde die Farbe „Ägyptisch Blau“ eingesetzt, die es in dieser Art nur mehr an zwei anderen Standorten in Europa gibt. Aus Sicht des Denkmalschutzes bedeutet dieser Fund eine Sensation.
Ehemalige Synagoge Schlaining – Ein Teil der Jubiläumsausstellung
Ein wichtiger Teil der Jubiläumsausstellung ist die ehemalige Synagoge von Stadtschlaining, die bis heute als besterhaltene Synagoge des Burgenlandes zählt. Am Hauptplatz, in unmittelbarer Nähe zur Friedensburg Schlaining, liegt die im 18. Jahrhundert gegründete, ehemalige Synagoge und das ebenfalls denkmalgeschützte Rabbinerhaus.
Aufgrund der toleranten Haltung der Batthyánys wuchs die große jüdische Gemeinde von Stadtschlaining bis 1865 auf 650 Mitglieder an, dies machte über 40 % der Bevölkerung des Ortes aus. Mit der Liberalisierung der „Juden-Gesetze“ im damaligen Ungarn fassten viele Juden den Entschluss, Stadtschlaining zu verlassen. Die einst große jüdische Gemeinde schrumpfte immer weiter und 1938 wurden schließlich alle im Ort verbliebenen Juden vertrieben und ihr Besitz arisiert. Nach dem Zweiten Weltkrieg stand die Synagoge lange Zeit leer, bevor das Gebäude in den 1980er Jahren vom „Österreichischen Studienzentrum für Frieden und Konfliktlösung“ (ASPR) erworben wurde.

## Sagen und Geschichten
Die Sage um Andreas Baumkircher
Im Jahre 1446 schenkte Kaiser Friedrich III. dem steirischen Ritter Andreas Baumkircher die Burg Schlaining, die dieser weiter ausbauen ließ. Nach einigen Jahren schwur Baumkircher dem ungarischen König Ladislaus V. die Treue, hielt später eine Zeit lang wieder zu Friedrich III. und wurde schließlich Bannerherr des Matthias Corvinus. Um sich dieses wankelmütigen Untertans zu entledigen, lockte ihn Kaiser Friedrich III. im Jahre 1471 nach Graz, indem er ihm einen Geleitbrief zustellen ließ, worin er ihm bis zum Ertönen der Vesperglocke Schutz und freien Abzug zusicherte.
Baumkircher erschien mit seinem Genossen Andreas Greißenecker in Graz, obwohl er vor Verrat gewarnt worden war. Als die beiden Ritter erkannten, dass die Unterhandlungen mit ihnen absichtlich in die Länge gezogen wurden, wollten sie eine Stunde vor dem Vesperläuten die Stadt verlassen. Als dies der Kaiser erfuhr, ließ er die Vesperglocke vor der Zeit anschlagen, die Gatter fielen, die Zugbrücken gingen in die Höhe, und die beiden Ritter fielen in Gefangenschaft. Zwischen den beiden Murtoren wurden sie sofort enthauptet. Die Leichen der Hingerichteten bestattete man im Kreuzgang der Franziskanerkirche, die Leiche Baumkirchers überführte man später nach Schlaining.
Als Martha, die mutige Tochter Baumkirchers, von der heimtückischen Gefangennahme ihres Vaters erfuhr, ritt sie eilends nach Graz, um den Vater zu retten. Es war aber schon zu spät! Schon lag der enthauptete Vater in seinem Blute unter den Toren. Von namenlosem Schmerz ergriffen, tauchte Martha ihr Tuch in das Blut des Hingerichteten und schleuderte es mit einem Fluch den anwesenden Mitschuldigen ins Antlitz. Den Leichnam des Vaters legte sie in einen silbernen Sarg und führte ihn nach Schlaining, wo sie ihn in der Marienkirche bestatten ließ. Die Marienkirche ist schon längst verschwunden, und nur wenige Mauerreste an der Stadtmauer lassen ihren einstigen Bestand erkennen.
In nebelhaften Nächten kann man den Geist von Andreas Baumkircher auf der Friedensburg Schlaining sehen, wie er mit dem Kopf unter dem Arm durch die Burg spukt.
Sadakos Kraniche
6. August 1945: Ein US-amerikanisches Flugzeug wirft über Hiroshima eine Atombombe ab. Die Folgen sind fatal: 80.000 Menschen sterben sofort oder wenige Tage darauf.
Auch ein kleines Mädchen namens Sadako wird Zeugin. Zunächst scheint es, als ob sie den Anschlag unbeschwert überstanden hätte. Doch mit zwölf Jahren erkrankt sie an Leukämie – eine Spätfolge des Atombomben-Abwurfs. Ihre einzige Hoffnung liegt in einem alten japanischen Glauben: Wer 1000 Papierkraniche faltet, hat einen Herzenswunsch frei. So macht sich Sadako daran und faltet Kranich für Kranich. Doch als die 1000 Kraniche fertig sind, geht es ihr schlechter als zuvor und letztendlich stirbt sie kurz vor ihrem 13. Geburtstag.
Ihre Familie beschließt, die Kraniche des kleinen Mädchens hinaus in die Welt zu tragen und mit ihnen die Botschaft des Friedens. Einer dieser Kraniche wird auf der Friedensburg Schlaining aufbewahrt und findet sich auch im Logo wieder.